# エリス・パーカー・バトラー
エリス・パーカー・バトラー（Ellis Parker Butler、1869年12月5日 - 1937年9月13日、イリスの表記あり）はアメリカ合衆国アイオワ州マサチューセッツ生まれの作家。ニューヨークのクイーンズ地区にあった自宅で執筆活動を行い、パルプ・マガジンの全盛期に最も活躍した作家の一人である。
彼の作家としての経歴は40年以上にわたり、彼の小説、詩、エッセイなどは225以上の雑誌で発表された。30冊以上の本および2,000以上の物語やエッセイの著者で、最も有名なものは1906年に発表したユーモア短編「豚は豚（ブタはブタなり）」。
彼の仕事は、同時代人であるマーク・トウェイン、サックス・ローマー(Sax Rohmer)、ジェームズ・B・ヘンドリックス(James B. Hendryx)、バートン・ブラレイ(Berton Braley)、F・スコット・フィッツジェラルド、ドン・マーキス(Don Marquis)、ウィル・ロジャース(Will Rogers)、エドガー・ライス・バローズなどと並び賞されている。
驚くべきことに、それほど莫大な量の仕事をしていたにもかかわらず、バトラーはあくまでパートタイムの作家であった。彼は銀行家としてフルタイムで働き、彼の属するローカル・コミュニティにおいても非常に活発だった。Dutch Treat ClubとAuthor's League of Americaの創立メンバーであり、ニューヨークの文壇の中心メンバーであり続けた。
マサチューセッツ州ウィリアムスビル（Williamsville）で死去し、ニューヨークのフラッシング墓地(Flushing Cemetery)に埋葬された。

## ファイロ・ガッブ
通信教育探偵ファイロ・ガッブ(Philo Gubb)のシリーズは1913年から1915年にかけて「レッド・ブック」誌に連載され、1918年にリー・アーヴィンが挿絵を手がけた短編集「Philo Gubb, Correspondence-School Detective」がボストンのホートン・ミフリン社から刊行された。
ガッブはミシシッピー川沿いの小さな田舎町、リヴァーバンク在住の迷探偵である。本業は経師屋（表具師）だが、シャーロック・ホームズの大ファンで、趣味が高じた挙句に「ライジングサン・ディテクティヴ・エージェンシーズ・コレスポンダンス・スクール・オブ・ディテクティブ」を受講・終了、私立探偵事務所を開業する。
シャーロック・ホームズに習って、常にガウンと鹿打ち帽、パイプといういでたち。顕微鏡と変装セットをかたときも手離さない。自分では変装の名人だと信じているもののその変装にだまされるものは一人もいないのがご愛嬌である。

## 邦訳作品
- 「ブタはブタなり」Pigs is Pigs
「アメリカほら話」（筑摩書房、ちくま文庫）
- 「ファイロ・ガッブ最大の事件」 Philo Gubb's Greates Case
「シャーロック・ホームズのライヴァルたち3」（早川書房、ハヤカワ・ミステリ文庫）